# Princezna Diana
Diana, princezna z Walesu, rodným jménem Diana Frances Spencerová (nepřechýleně Spencer), známá jen jako princezna Diana, (1. července 1961 Sandringham House, Sandringham – 31. srpna 1997 Paříž) byla první manželka Charlese, prince z Walesu, pozdějšího britského krále Karla III. Do manželství se narodili dva synové, princ William a princ Harry. Po medializaci mimomanželských afér obou partnerů následoval v roce 1996 rozvod. 
Po rozvodu se soustředila na charitativní práci pro Červený kříž a zejména na boj proti AIDS a pozemním minám. Patřila mezi nejznámější a nejpopulárnější světové osobnosti. S partnerem Dodim al-Fayedem zemřela v srpnu 1997 při automobilové nehodě v Paříži, jejíž příčiny se staly předmětem konspiračních teorií.

## Život

### Dětství
Diana Frances Spencerová se narodila jako čtvrtá z celkem pětí dne 1. července 1961 do aristokratické rodiny Spencerů. Její otec se jmenoval John Spencer, vikomt Althorpa (1924–1992), a matka Frances Rocheová, později Spencerová, vikomtesy Althorpové (1936–2002).  Rodina Spencerů byla po několik generací úzce spjata s britskou královskou rodinou. Její babičky, Cynthia Spencerová, hraběnka Spencerová, a Ruth Rocheová, baronka Fermoyová, sloužily jako dvorní dámy královny Alžběty, královny matky. Vyrůstala se svými sourozenci v Park House na sandringhamském statku. Byla pokřtěná farářem a bývalým biskupem Percym Herbertem.
Dianu těžce zasáhl rozvod rodičů v roce 1969. Ona, její bratr a dvě sestry byli svěřeni do otcovy péče. I přesto, že si oba rodiče našli nové partnery, Diana si zachovala k oběma velmi vřelý vztah. V roce 1975 se její otec stal osmým hrabětem Spencerem po smrti dědečka Alberta Spencera, a proto se její titul změnil na lady Diana Spencerová (do té doby směla používat titul ctihodná Diana Spencer).

### Vzdělání

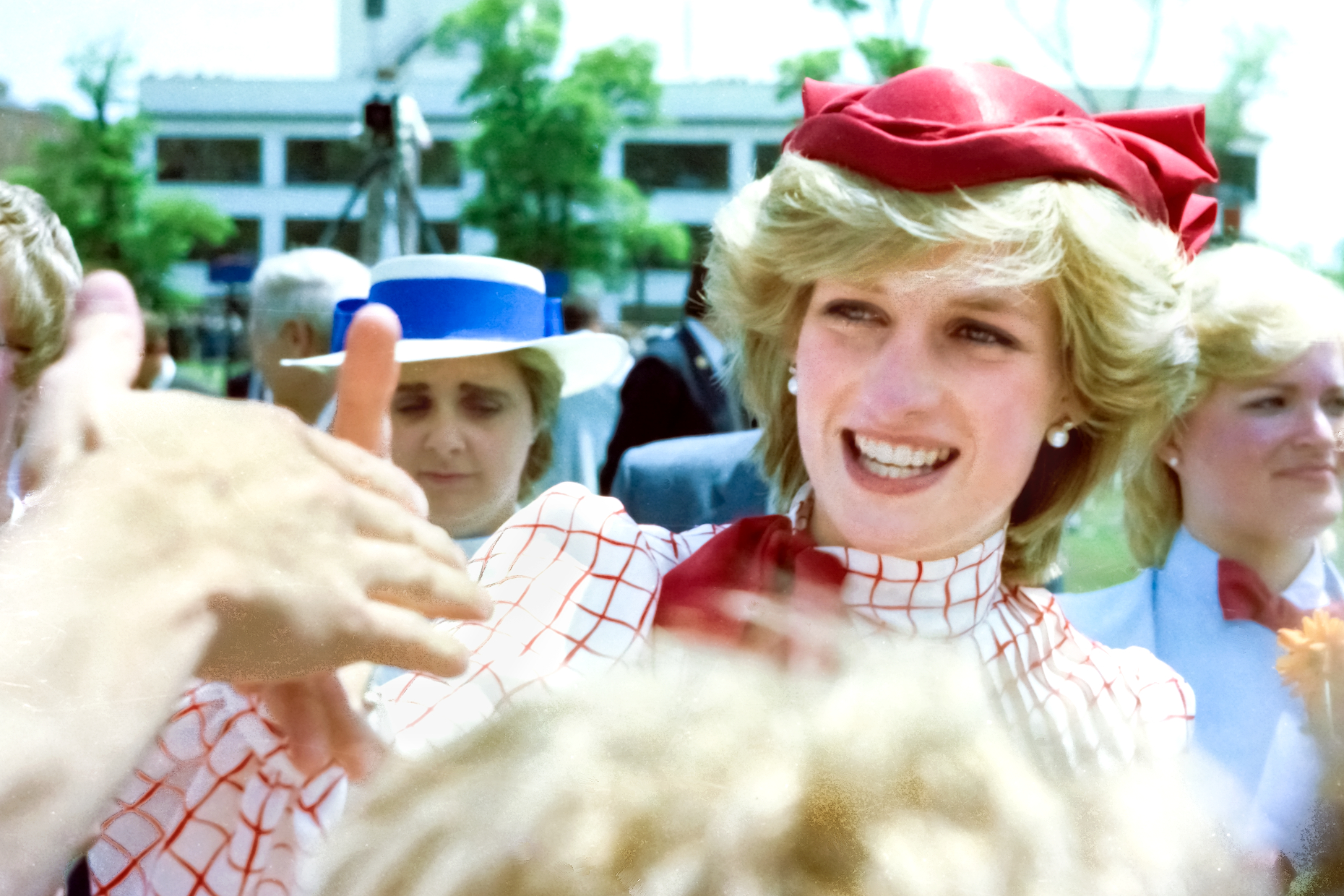
Princezna Diana při návštěvě Halifaxu (1983)

Diana studovala v Riddlesworth Hall v Norfolku a poté ve West Heath Girls' School v Sevenoaksu, kde byla považována za podprůměrnou studentku. Nezvládla zkoušky, a tak v roce 1977 opustila West Heath a navštěvovala institut Alpin Videmanette, což byla soukromá dívčí škola v Rougemont ve Švýcarsku. Nikdy nevynikala v učení, ale ve West Heath v Kentu v roce 1977 byla odměněna speciální cenou za svojí práci (službu). Byla popisována jako dívka, která ví, co je potřeba udělat, a dělá to, jak si myslí, že je to správně.
Když se vrátila ze Švýcarska do Londýna, krátkodobě tam pracovala jako uklízečka, chůva a vychovatelka před tím, než se stala učitelkou v mateřské škole. Diana byla talentovaná amatérská zpěvačka, vynikala ve sportu a údajně toužila být tanečnicí.

### Svatba
Diana a její sourozenci vyrůstali v domě svého otce na královských statcích v Sandringhamu a v rodinném domě svého otce v Althorpu. Znala královskou rodinu od raného věku. S mladšími bratry prince Charlese (pozdějšího krále Karla III.), Edwardem a Andrewem, si v dětství hrála.
Milostný život prince Charlese byl vždy předmětem spekulací v tisku. Ohledně jeho budoucí manželky na něj byl kladen požadavek, aby jeho nevěsta byla členkou anglikánské církve. Jeho prastrýc hrabě Louis Mountbatten, který byl zavražděn v roce 1979, mu dal radu, aby se oženil s nevinnou mladou dívkou, která k němu bude vzhlížet. Aby získal souhlas své rodiny, očekávalo se, že jeho nevěsta bude mít královský nebo šlechtický původ. Zdálo se, že Diana splňuje všechny podmínky. Charles ale nejprve navázal vztah s její sestrou Sarah, která budoucí královský pár seznámila.

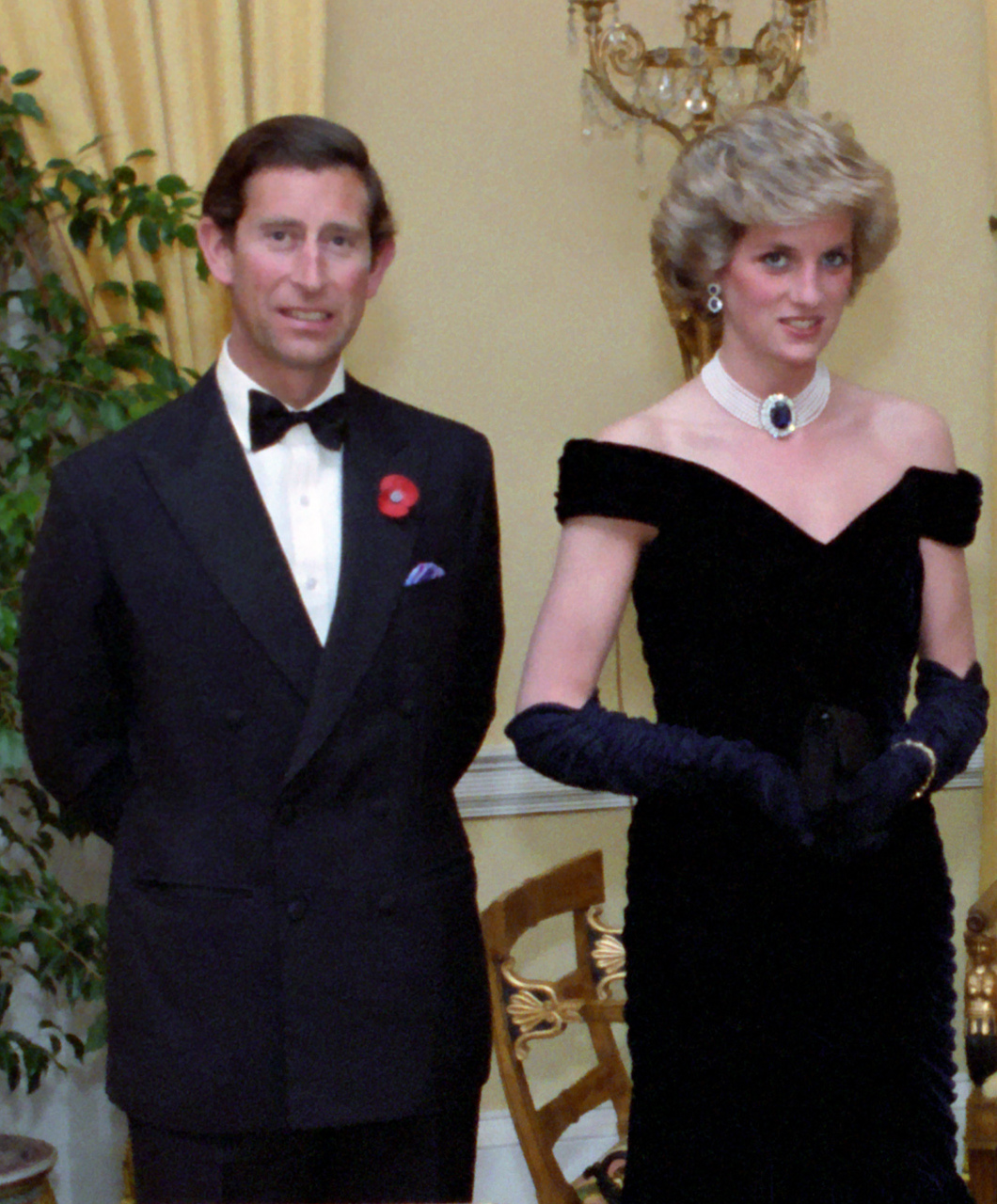
S princem Charlesem ve Žluté oválné pracovně Bílého domu (1985)

Diana a Charles navázali partnerský vztah v roce 1980, před médii zpočátku utajovaný. Ale brzy kamery a foťáky zachytily „Shy Di“ (plachou Dianu), která ve svých 19 letech okouzlila celý svět svou krásou a nevinností. Charles ji požádal o ruku v únoru roku 1981. Zásnubní fotografie ukazující usmívající se pár a Dianu ukazujíc svůj prsten – 18karátový safír vykládaný diamanty se staly velmi populárními. Svatba se konala v katedrále sv. Pavla 29. července 1981. Svatební cestu Charles s Dianou strávili v Hampshire a poté na královské jachtě Britannia ve Středozemním moři. Vztah prince a princezny se stal téměř veřejným vlastnictvím.

### Dědicové trůnu
Královský pár nenechal veřejnost dlouho čekat na oznámení, že čekají nástupce trůnu. Diana porodila Williama Arthura Philipa Louise 21. června 1982, méně než rok po jejich svatbě. O dva roky později, 15. září 1984, uviděl světlo světa druhý syn princ Harry (Henry Charles Albert David). Byla velmi oddanou matkou a pokoušela se vystavit své syny také životu mimo palác.
Objevily se ovšem spekulace, že biologickým otcem Harryho je major James Hewitt, instruktor jízdy a milenec lady Diany. Major a Diana se poznali v roce 1981; třebaže Diana tvrdila, že jejich románek započal až v roce 1987, jsou tvrzení, že začal již nedlouho po seznámení. Ať tak či tak, Hewit se dal slyšet, že rezavé vlasy Harryho jsou stejné jako jeho; lidé tvrdí, že jsou si podobni.

### Společenský život
Diana poctivě plnila povinnosti královského života s úctou, která povzbuzovala královskou rodinu. Diana ve skutečnosti vypadala, že si užívá stříhání stužek a sbírání peněz pro charitu. Rozdávala teplo a zájem přímým a upřímným způsobem jak chudým lidem, tak celým davům. Diana vysoká, štíhlá a okouzlující si užívala moderního oblékání a nosila nejnovější britskou módu. Její fotografie se staly na veřejnosti velmi populární, protože zobrazovaly vzor moderního člena královské rodiny.

### Krize a rozvod
Ve druhé polovině 80. let se však začaly mezi Dianou a Charlesem objevovat problémy a jejich vztah dostával trhliny. V rozhovorech s novinářem Andrew Mortonem se svěřila, že problémy v manželství začaly ihned po svatbě, když si byla vědoma manželova vztahu s Camillou Parker Bowlesovou. Dále však plnila královské povinnosti. Potýkala se s psychickými problémy, spojenými nejen s bulimií.
Kolem roku 1986 se Charles začal znovu stýkat s Camillou. S Dianou se dále objevoval na veřejnosti. Britský premiér John Major 9. prosince 1992 oznámil parlamentu, že Charles a Diana žijí odděleně. Po dlouhém řízení byli rozvedeni  28. srpna 1996. I po rozvodu však Diana oficiálně zůstala členkou královské rodiny jako matka budoucího následníka trůnu.

### Život po rozvodu
Po rozvodu udržovala Diana vztah s britsko-pákistánským kardiochirurgem Hasnatem Khanem. Mnoho nejbližších Dianiných přátel ho po její smrti označilo za „její životní lásku“. Jejich vztah trval téměř dva roky.
V létě roku 1997 Diana přijala pozvání egyptského podnikatele Mohameda Al-Fayeda, aby se s dětmi připojila k jeho rodině na dovolenou na jihu Francie. Tam se seznámila s jeho synem Dodim Fayedem, s nímž navázala partnerský vztah.

## Služba ostatním lidem
Od zasnoubení s princem Charlesem v roce 1981 až do své smrtelné automobilové havárie v roce 1997 byla Diana jednou z nejznámějších žen po celém světě. Během svého života byla často označována za nejvíce fotografovanou osobu na zemi. Po rozvodu s Charlesem Diana usilovala o vytvoření svého nového veřejného postavení a působení. Bojovala proti nášlapným minám, navštívila Bosnu a Angolu a také pokračovala ve své práci v organizaci na pomoc lidem postiženým AIDS a v charitách pro děti.

### Charitativní činnost
Lady Diana navštěvovala nemocnice, utěšovala nemocné a převzala ochranu nad několika charitativními organizacemi. Diana také zorganizovala veřejnou dražbu 79 oděvů posbíraných za celých 15 let, které prožila po boku prince Charlese; veškerý výtěžek pak věnovala charitě.

### Minová pole
V lednu roku 1997 navštívila Angolu, kde sloužila u Mezinárodního červeného kříže jako VIP dobrovolník. Šla na návštěvu do nemocnice k lidem, kteří přežili výbuch nášlapné miny, účastnila se projektu „uvědomění si nebezpečnosti min okolo domovů a vesnic“.
V srpnu 1997 odjela do Bosny a celým světem proletěla fotografie princezny ve vojenské bundě a helmě, procházející se po minovém poli. Její zájem o miny byl zaměřen převážně na zranění jimi způsobená, a to nejvíce na dětech, která stále přibývají, i když válka už dávno skončila.
Princeznina snaha ovlivnila v lednu 2005 Organizaci spojených národů, která apelovala na národy jako producenty velkého množství min. Čína, Indie, Jižní Korea, Pákistán, Rusko i Spojené státy americké však nepodepsaly Ottawskou úmluvu, která zakazuje výrobu a užití protipěchotních min.

### AIDS
Další fotkou, která obletěla svět v dubnu roku 1987, byla lady Diana sedící na posteli člověka nakaženého virem HIV a hladící mu ruku. Chtěla tak ukázat světu, že tito lidé si nezaslouží žádnou izolaci a opovržení, ale soucit a vlídnost ostatních. Zároveň tak dala trpícím naději na lepší život i s nemocí a podařilo se jí změnit názor a pohled veřejnosti. Diana podnikala také tajné návštěvy v nemocnicích u smrtelně nakažených pacientů AIDS. Tyto výlety byly médiím skryty.

## Úmrtí

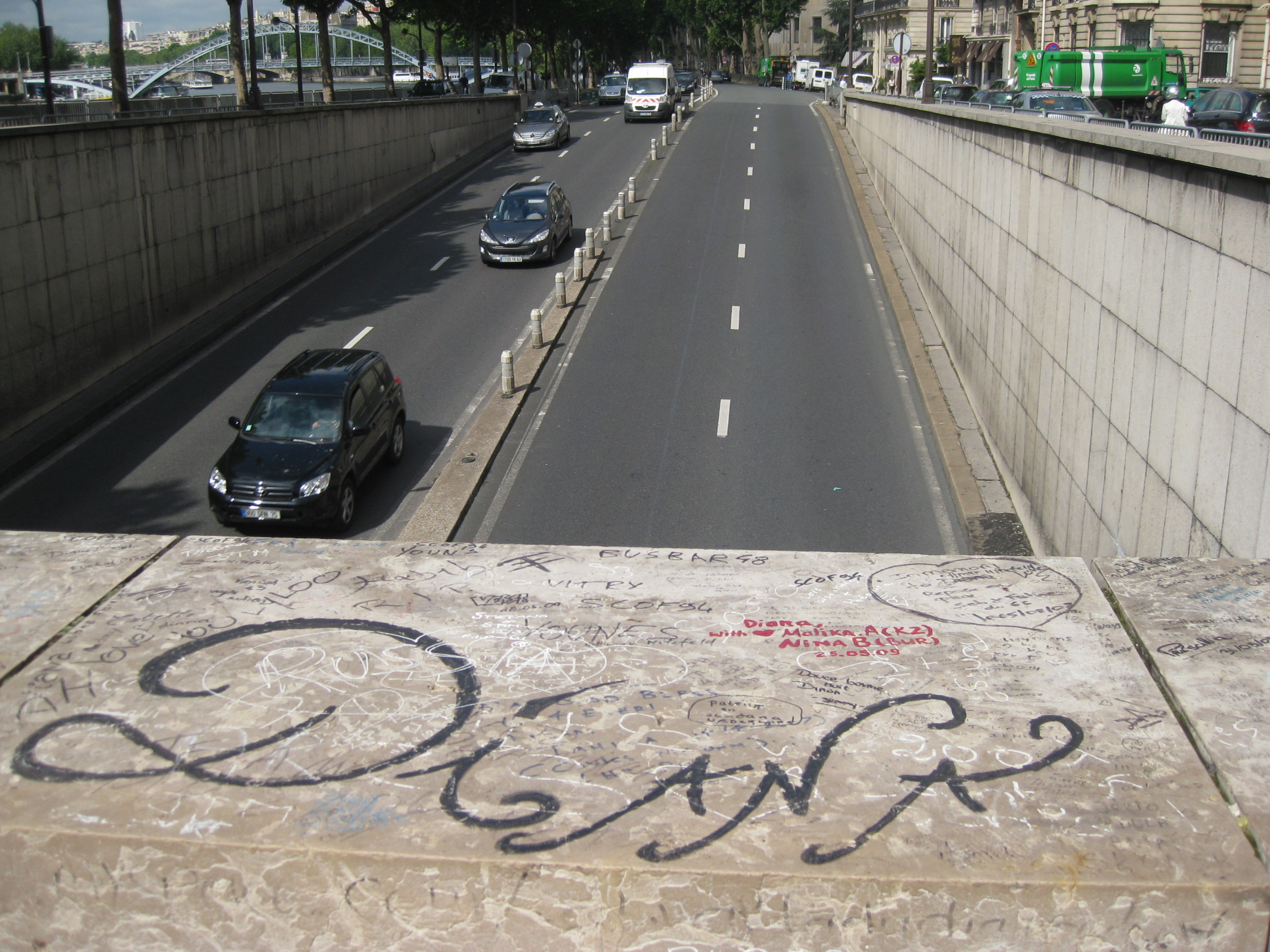
Vjezd do Tunelu Alma.

V sobotu 30. srpna 1997 se Diana se svým partnerem Dodim Al-Fayedem po další dovolené na Sardinii vrátili do Paříže. Pozdě v noci opustili hotel Ritz na Place Vendôme, protože chtěli jet do Dodiho bytu nedaleko hotelu. Snažili se uniknout devíti paparazzi, kteří je pronásledovali na motorce  a snažili se získat další snímky princezny a jejího nového přítele. Krátce po půlnoci v neděli 31. srpna vjelo auto do tunelu poblíž Place de l'Alma. Údajně opilý řidič Henri Paul jel při útěku bulvárním novinářům rychlostí 95–110 km/h, čímž překročil povolenou rychlost. Automobil značky Mercedes (Třída S, model w140) narazil do zdi na pravé straně, odrazil se a čelně narazil do třináctého z pilířů, který podpíral střechu tunelu.
Dodi Al-Fayed a Henri Paul byli mrtví hned na místě nehody. Lady Diana ležela uvězněná pod troskami auta. Poté, co ji záchranáři stabilizovali a odvezli do nemocnice Salpêtrière, se zjistilo, že její zranění jsou příliš rozsáhlá. Její srdce bylo přemístěno z levé na pravou stranu hrudníku s roztrženou plicní tepnou a roztrženým osrdečníkem. I přes operaci museli lékaři nakonec konstatovat Dianinu smrt.
Lionel Jospin (francouzský premiér), Bernadette Chirac (manželka prezidenta Jacquese Chiraca) a Bernard Kouchner přišli vzdát princezně poslední poklonu. Do Anglie tělo převezl princ Charles a Dianiny dvě sestry.

### Pohřeb a místo posledního odpočinku
Dianina smrt byla provázena neobyčejně hlubokým a rozsáhlým smutkem celého světa. Pohřeb se konal 6. září ve Westminsterském opatství. Při projíždění rakve v den pohřbu porušila tehdejší královna Spojeného kraloství Alžběta II. oficiální protokol, protože se poklonila projíždějící Dianině rakvi.
Na její pohřeb přišly truchlit tři miliony lidí nejen z Londýna a poslední rozloučení sledovalo dvě a půl miliardy diváků ve 187 státech. Více než milion kytic bylo přineseno a položeno před bránu jejího domu (Kensingtonský palác) a před Buckinghamský palác. Elton John také přetextoval svou baladu „Svíce ve větru“ a věnoval ji zesnulé. Nad vjezdem do tunelu, kde Diana zemřela, se nachází památník Plamen Svobody (Flamme de la Liberté) z roku 1989, který slouží princezniným ctitelům k uctění její památky.
Diana je pohřbena v Althorp Park, ve svém domově v Northamptonshire, na malém ostrůvku uprostřed jezera známém jako The Oval. Cestu k jezírku lemuje 36 dubů, podle jejího věku v době smrti. Místo stráží čtyři černé labutě. Blízko také stojí starobylé arboretum, které chrání před sluncem stromy zasazené princem Williamem, princem Harrym, dalšími členy rodiny i princeznou samotnou.

## Odkaz

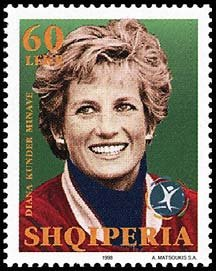
Princezna Diana na albánské poštovní známce (1998)

Diana zůstala i po smrti jedním z nejoblíbenějších členů královské rodiny v historii. Byla známá svým stylem, soucitem, charismatem a charitativní činností, stejně jako nešťastným manželstvím.

## Tituly a oslovení
- 1961–1975: Diana Frances Spencer
- 1975–1981: Lady Diana Frances Spencer
- 1982–1996: Její královská Výsost princezna z Walesu
- 1996–1997: Diana, princezna z Walesu

Ačkoli byla po své svatbě i rozvodu nejvíce známa jako Princezna Diana, formálně nikdy nebyla takto oslovována, protože pouze ženy, které se jako princezny narodily, mohou tento titul mít před rodným jménem (např. princezna Anne). Po rozvodu ji náleželo oslovení Diana, Princezna z Walesu; v době manželství byla v úplnosti titulována jako Její královská výsost Princezna z Walesu a Hraběnka z Chesteru, Vévodkyně z Cornwallu, Vévodkyně z Rothesay, Hraběnka z Carricku, Baronka z Renfrew, Paní Ostrovů, Princezna Skotská (což byla obdoba titulů jejího manžela).

### Příjmení
Rodným příjmením princezny Diany bylo Spencer. Po sňatku s princem Charlesem pak příjmení nepoužívala. Příjmením královské rodiny je od roku 1960 Mountbatten-Windsor, to je však primárně určeno potomkům královny Alžběty a prince Philipa bez přímého nároku na trůn, kterým nepřísluší oslovení „Jeho/Její Výsost“ a titul prince či princezny, proto jej nepoužívala ani v oficiálních dokumentech vydaných britskou vládou. Například v jejím cestovním pasu byla uvedena jako „Její královská výsost Diana Frances, kněžna z Walesu“ (anglicky Her Royal Highness Diana Frances, The Princess of Wales); v rodném listu jejího syna Williama pak byla uvedena jen jako „Její královská výsost kněžna z Walesu“ (anglicky Her Royal Highness The Princess of Wales). Po rozvodu s princem Charlesem ztratila nárok na oslovení Její královská výsost, nicméně zůstala nadále princeznou/kněžnou z Walesu (anglicky The Princess of Wales).

## Vyznamenání
- Královský rodinný řád Alžběty II. – Spojené království, 1981[43]
- nejvyšší třída Řádu ctností – Egypt, 1982[44]
- velkokříž Řádu koruny – Nizozemsko, 18. listopadu 1982 – udělila královna Beatrix Nizozemská[44]